# Slakkendoders
De slakkendoders (Sciomyzidae) zijn een familie uit de orde van de tweevleugeligen (Diptera), onderorde vliegen (Brachycera). Ze komen wereldwijd voor. In Australazië en Oceanië zijn ze het minst verbreid. De familie omvat zo'n 60 geslachten en 600 soorten, waarvan er 58 in Nederland voorkomen.

## Uiterlijk
De vliegen zijn 2-14 mm lang, en meestal grijs of bruin; de poten zijn soms roodachtig of geel gekleurd. De vleugels zijn transparant, meestal met donkere vlekjes.

## Levenswijze
Vliegen uit deze familie worden veelal aangetroffen in moeras en ander nat gebied, waar hun larven jagen of parasiteren op slakken. Dat kunnen zowel land- als waterslakken zijn, en zowel huisjes- als naaktslakken. Bij veel soorten begint de larve als aaseter, vervolgens als parasitoïde en ten slotte als rover. Enkele soorten verpoppen binnenin hun prooidier. Er zijn ook soorten die verpoppen in het slakkenhuis nadat ze dat eerst leeggegeten hebben. Vijf soorten van het geslacht Anticheta voeden zich in het vroege larvestadium uitsluitend met slakkeneieren.
Van enkele soorten zijn de larven aangepast aan leven onder water en deze parasiteren op tweekleppigen (schelpdieren). Ook zijn er soorten bekend die parasiteren op ringwormen. De volwassen vliegen eten nectar. Verder is nog weinig bekend over de leefwijze van deze dieren.

## Geslachten
De  geslachten met gedefinieerde pagina staan hieronder vermeld met het (globaal) aantal soorten tussen haakjes.
- Anticheta  (14)
- Atrichomelina  (1)
- Colobaea  (10)
- Coremacera  (8)
- Dictya  (29)
- Dictyacium  (2)
- Dichetophora  (2)
- Ditaeniella  (1)
- Ectinocera  (1)
- Elgiva  (6)
- Euthycera  (15)
- Hedria  (1)
- Hoplodictya  (5)
- Hydromya  (1)
- Ilione  (7)
- Limnia  (21)
- Oidematops  (1)
- Pherbecta  (1)
- Pherbellia  (72)
- Pherbina  (3)
- Poecilographa  (1)
- Psacadina  (4)
- Pteromicra  (16)
- Renocera  (7)
- Salticella  (1)
- Sciomyza Fallén, 1820 (7)
- Sepedomerus  (1)
- Sepedon  (22)
- Tetanocera  (37)
- Tetanura  (1)
- Trypetolimnia  (1)
- Trypetoptera  (2)

## In Nederland waargenomen soorten
- Genus: Anticheta
  - Anticheta analis - (Gele slakkeneierdoder)
  - Anticheta atriseta - (Pluimslakkeneierdoder)
  - Anticheta brevipennis - (Bruine slakkeneierdoder)
  - Anticheta nigra - (Zwarte slakkeneierdoder)
  - Anticheta obliviosa - (Blozende slakkeneierdoder)
- Genus: Colobaea
  - Colobaea bifasciella - (Gebandeerde dwergslakvlieg)
  - Colobaea distincta - (Zwarte dwergslakvlieg)
  - Colobaea pectoralis - (Gestreepte dwergslakvlieg)
  - Colobaea punctata - (Puntige dwergslakvlieg)
- Genus: Coremacera
  - Coremacera marginata - (Rouwslakkendoder)
- Genus: Dichetophora
  - Dichetophora finlandica - (Gele tantesidonia)
  - Dichetophora obliterata - (Rooddijtantesidonia)
- Genus: Dictya
  - Dictya umbrarum - (Slikslakkendoder)
- Genus: Ditaeniella
  - Ditaeniella grisescens - (Grijs borsthaartje)
- Genus: Elgiva
  - Elgiva cucularia - (Grijsrugzigzag)
  - Elgiva solicita - (Bruinrugzigzag)
- Genus: Euthycera
  - Euthycera chaerophylli - (Gepluimde breedkopslakvlieg)
  - Euthycera fumigata - (Droge breedkopslakvlieg)
- Genus: Hydromya
  - Hydromya dorsalis - (Stompsprietslakvlieg)
- Genus: Ilione
  - Ilione albiseta - (Gewone stipslakvlieg)
  - Ilione lineata - (Slanke stipslakvlieg)
- Genus: Limnia
  - Limnia paludicola - (Vage streepslakvlieg)
  - Limnia unguicornis - (Gewone streepslakvlieg)
- Genus: Pelidnoptera
  - Pelidnoptera fuscipennis - (Gewone miljoenpootvlieg)
  - Pelidnoptera leptiformis - (Zuidelijke miljoenpootvlieg)
- Genus: Pherbellia
  - Pherbellia albocostata - (Melkborsthaartje)
  - Pherbellia annulipes - (Bosborsthaartje)
  - Pherbellia argyra - (Zilverfronsborsthaartje)
  - Pherbellia brunnipes - (Gestreept borsthaartje)
  - Pherbellia cinerella - (Zwart borsthaartje)
  - Pherbellia dorsata - (Gewoon borsthaartje)
  - Pherbellia dubia - (Zwartsprietborsthaartje)
  - Pherbellia goberti - (Veenborsthaartje)
  - Pherbellia griseola - (Zwartdijborsthaartje)
  - Pherbellia nana - (Kleinst borsthaartje)
  - Pherbellia pallidiventris - (Klein borsthaartje)
  - Pherbellia schoenherri - (Gevlekt borsthaartje)
  - Pherbellia sordida - (Brandborsthaartje)
  - Pherbellia ventralis - (Roodlijfborsthaartje)
- Genus: Pherbina
  - Pherbina coryleti - (Gewone oeverslakvlieg)
  - Pherbina intermedia - (Zandoeverslakvlieg)
- Genus: Psacadina
  - Psacadina verbekei - (Zandrondvlekslakvlieg)
  - Psacadina zernyi - (Moerasrondvlekslakvlieg)
- Genus: Pteromicra
  - Pteromicra angustipennis - (Geelkopglimlak)
  - Pteromicra glabricula - (Zwartkopglimlak)
  - Pteromicra leucopeza - (Witvoetglimlak)
- Genus: Renocera
  - Renocera pallida - (Donkere erwtenmosseldoder)
  - Renocera striata - (Veenerwtenmosseldoder)
  - Renocera stroblii - (Gele erwtenmosseldoder)
- Genus: Salticella
  - Salticella fasciata - (Zeereepslakvlieg)
- Genus: Sciomyza
  - Sciomyza dryomyzina - (Bruine dubbelborstel)
  - Sciomyza simplex - (Grijsrugdubbelborstel)
  - Sciomyza testacea - (Gele dubbelborstel)
- Genus: Sepedon
  - Sepedon sphegea - (Zwarte langsprietslakvlieg)
  - Sepedon spinipes - (Bruine langsprietslakvlieg)
- Genus: Tetanocera
  - Tetanocera arrogans - (Dubbelborstelrietslakvlieg)
  - Tetanocera elata - (Gewone naaktslakvlieg)
  - Tetanocera ferruginea - (Gewone rietslakvlieg)
  - Tetanocera freyi - (Gouden rietslakvlieg)
  - Tetanocera fuscinervis - (Matkoprietslakvlieg)
  - Tetanocera hyalipennis - (Glanskoprietslakvlieg)
  - Tetanocera montana - (Twentse rietslakvlieg)
  - Tetanocera phyllophora - (Bleke naaktslakvlieg)
  - Tetanocera punctifrons - (Bronrietslakvlieg)
  - Tetanocera robusta - (Grote rietslakvlieg)
  - Tetanocera silvatica - (Witte rietslakvlieg)
- Genus: Trypetoptera
  - Trypetoptera punctulata - (Bonte slakkendoder)